# Fryderyk z Bergu
Fryderyk z Bergu (ur. ok. 1120, zm. 15 grudnia 1158 pod Pawią) – arcybiskup Kolonii i książę-elektor Rzeszy od 1156 pochodzący z rodu hrabiów Bergu.

## Życiorys
Fryderyk był jednym z synów hrabiego Bergu Adolfa II i Irmgardy z Wasserburga, córki hrabiego Engelberta lub Adelajdy z Arnsbergu. Jego rodzina należała do najmożniejszych w arcybiskupstwie Kolonii. Arcybiskupem Kolonii w latach 30. XII w. był stryj Fryderyka Bruno. Wpływy rodzinne pozwoliły mu na rozwinięcie kariery.
W 1135 jest poświadczony jako prepozyt w Kolonii. W 1150 został wybrany przez część kapituły na biskupa Utrechtu, pozostała część wybrała Hermana z Horn. Spór między nimi rozsądził król Niemiec Konrad III Hohenstauf, który wskazał na Hermana. Porażka Fryderyka mogła być spowodowana m.in. brakiem święceń kapłańskich. Mimo to nadal starał się podważyć pozbawić swego konkurenta funkcji, co zakończył dopiero osobistą interwencją nowy król Niemiec Fryderyk I Barbarossa.
W 1156 pojawiła się możliwość objęcia stanowiska arcybiskupa Kolonii. Tu również doszło do podwójnego wyboru przez kapitułę. Tym razem w wyniku osądzenia sporu przez władcę arcybiskupem został Fryderyk. Być może jedną z przyczyn tej decyzji Fryderyka Barbarossy była chęć pozyskania przezeń poparcia możnego rodu książąt Bergu w konflikcie z rodem Welfów. Następnie nowy arcybiskup udał się do Rzymu, gdzie w styczniu 1157 otrzymał paliusz od papieża Hadriana IV. W toku swoich krótkich rządów w arcybiskupim księstwie Fryderyk wspierał interesy swojej rodziny. 
W sporze między cesarzem a papieżem stanął po stronie tego pierwszego i wziął udział w jego wyprawie do Italii. Stał na czele kontyngentu wojsk z Nadrenii i wspólnie z Barbarossą m.in. oblegał Mediolan. Po zakończeniu kampanii w Lombardii większość wojsk cesarskich powróciła do Niemiec, jednak arcybiskup Fryderyk pozostał w otoczeniu cesarza w Italii. Zmarł wkrótce potem wskutek obrażeń doznanych podczas upadku z konia. Pochowany został w klasztorze Altenberg.